# Leszy

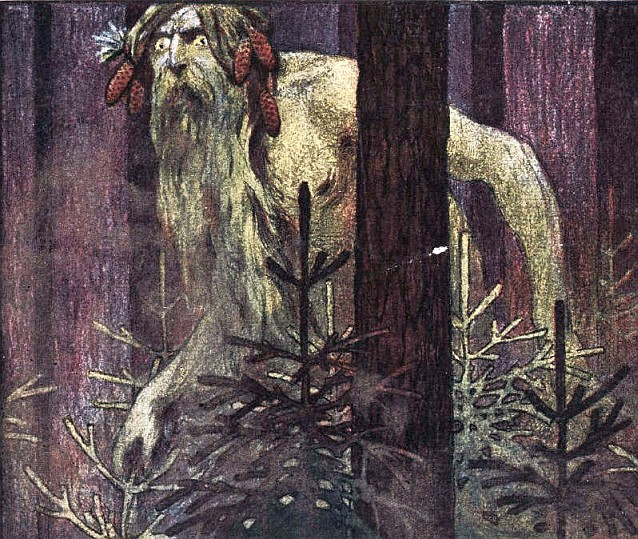
Leszy, rys. N. Bruta na okładce czasopisma Leszy, 1906

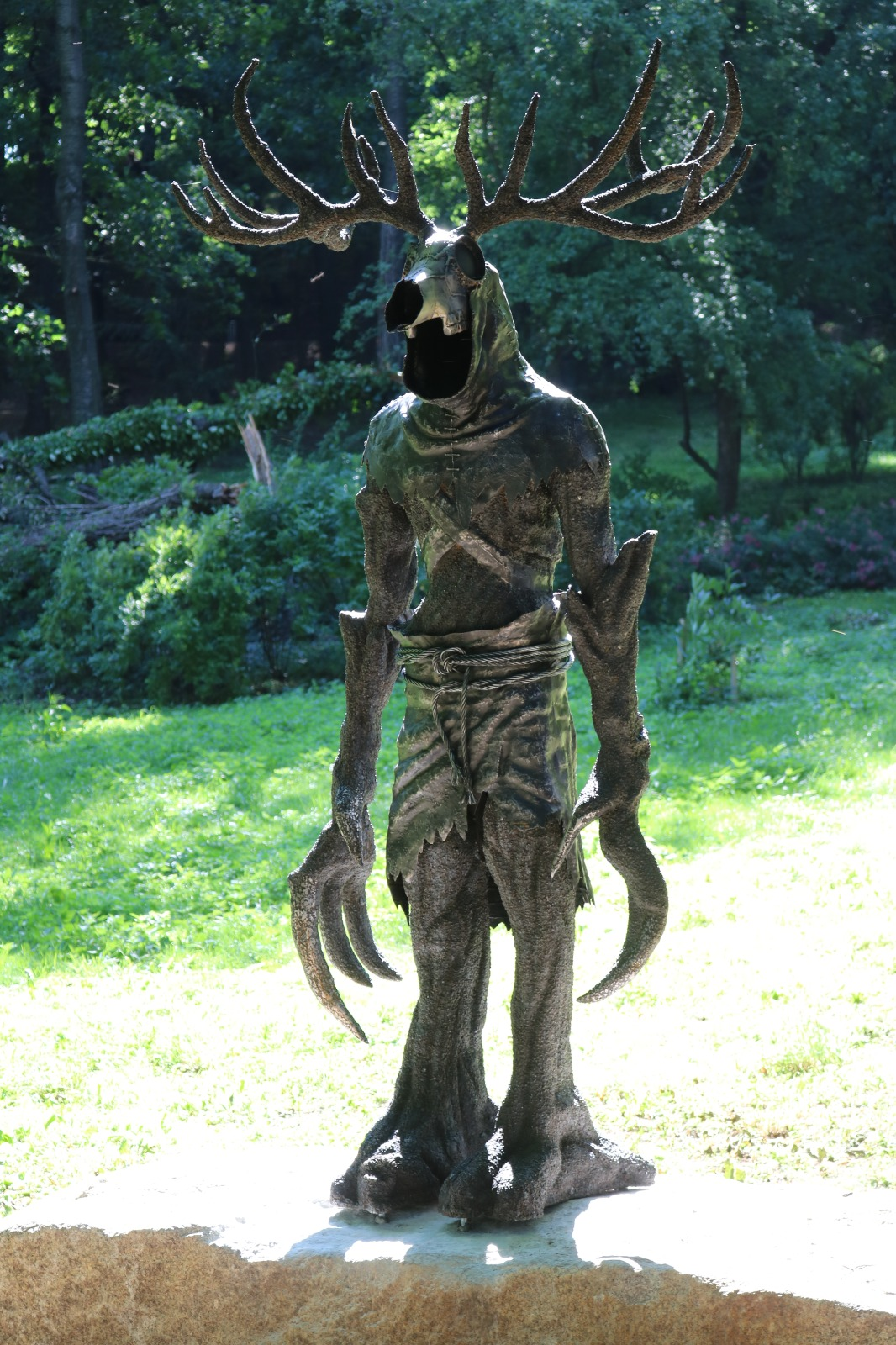
Rzeźba leszego w Bolkowie na Dolnym Śląsku

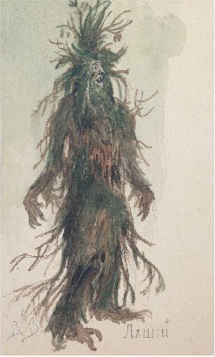
Leszy, szkic Wiktora Wasniecowa przedstawiający kostium do opery Nikołaja Rimskiego-Korsakowa Снегурочка (ros. Śnieżka), 1885

Leszy, borowy, także laskowiec, boruta, borowiec, gajowy, lasowy, leśnik, leśny dziad, dziad borowy, wilczy pasterz – w wierzeniach słowiańskich demon lasu, jego pan i władca zwierząt w nim żyjących. Czczony także jako wielkoruski demon dusz ludzi zmarłych.
Według wierzeń Słowian ukazuje się pod postacią mężczyzny o nienaturalnie białej twarzy i złym spojrzeniu, którego wzrost zmieniał się w zależności od wysokości drzewostanu. Ma także przyjmować postacie zwierzęce (wilk, niedźwiedź, puchacz) lub postać wichru oraz potrafić naśladować głosy zwierząt i dźwięki przypominające wycie wiatru. Takie umiejętności mają pozwalać mu na manipulację ludźmi wędrującymi po lesie. Częstym wyobrażeniem leszego jest mężczyzna ubrany w mundur i czapkę leśnika, który nosi strzelbę lub pałkę.
Wobec ludzi był zasadniczo neutralny, a jego usposobienie zależało od tego, jaki przejawiali stosunek wobec lasu i jego mieszkańców. Bywało, że wypędzał intruzów ze swojego królestwa. Mógł zaprowadzić wędrowców w głąb lasu, bądź bezpiecznie z niego wyprowadzić, wysypać dzieciom zebrane runo leśne z koszyka, uchronić przed atakiem zbójców, wydać na pastwę dzikich zwierząt lub ochronić przed nimi.
Leszy często bywał kapryśny, dlatego składano mu ofiary w postaci zwierząt domowych oraz plonów. Zasad tych przestrzegali przede wszystkim myśliwi i drwale, wobec których leszy był nieprzychylny. W ten sposób prosili demona o możliwość ingerencji w lesie.
Leszy przetrwał w polskich wierzeniach ludowych aż do końca XIX wieku (Bohdan Baranowski przytacza podanie, według którego borowy pomógł w ucieczce dezerterowi z carskiego wojska).

## Leszy we współczesnej kulturze
Literatura
- Leszy (Wujek Czesio) jest jednym z drugoplanowych bohaterów powieści Marcina Mortki pt. „Projekt Mefisto”[8].
- Inspirowany uniwersum Wiedźmina Leszy występuje w powieści Polowanie na małego szczupaka autorstwa fińskiego pisarza Juhaniego Karili. W polskim przekładzie tłumacz zdecydował się na zastąpienie tej postaci istotą z innego kręgu kulturowego, baskijskim bóstwem lasu Basajaunem[9].
- Leszy jest głównym bohaterem bajki ,,Lew Deszczowy i Leszy Bibliotekarz" autorstwa Daniela Chmarzyńskiego.[10]

Komiksy
- W serii komiksowej Kajko i Kokosz Janusza Christy, Leszy wystąpił pod nazwą Dziada Borowego, w zeszycie Dzień Śmiechały.
- Leszy pojawia się także w komiksie Lil i Put.

Gry
- W grze Wiedźmin 3: Dziki Gon dwa zadania polegają na zlikwidowaniu Leszego przez Geralta z Rivii. W dodatku do gry, Krew i wino, można podjąć się dwóch kolejnych zadań z tą istotą, tym razem występującą pod nazwą Borowy.
- Leszy jest głównym bohaterem gry polskiego studia Glivi Games S.A. pod tytułem „Leshy”.
- Leszy jest jednym z bohaterów gry Inscryption[11].
- Leszy jest jednym z bossów w grze Valheim.

Film
- Leszy jest tytułowym bohaterem i antagonistą w polskim  filmie krótkometrażowym pt. Leszy z 2017[12].
- Leszy pojawia się także w 5 sezonie serialu Supernatural (odcinek nr 5 – Fallen Idols).

Inne
- Rzeźba leszego znajduje się w Bolkowie na Dolnym Śląsku; autorem rzeźby jest Dariusz Fluder[13].